# Sân bay quốc tế Giang Bắc Trùng Khánh
Sân bay quốc tế Giang Bắc Trùng Khánh (Hán tự giản thể: 重庆江北国际机场, Hán tự phồn thể: 重慶江北國際機場, Pinyin: Chóngqìng Jiāngběi Guójì Jīchǎng) (IATA: CKG, ICAO: ZUCK) là sân bay toạ lạc ở quận Du Bắc của Trùng Khánh, Cộng hoà Nhân dân Trung Hoa. Sân bay có cự ly 21 km so với trung tâm thành phố Trùng Khánh, sân bay có vai trò trung tâm vận tải hàng không ở tây nam Trung Quốc. Năm 2007, sân bay này đã phục vụ 10.335.730 lượt khách, năm 2008 là 11.138.432 lượt khách, năm 2009 là 14,083,045, xếp thứ 10 trong các sân bay Trung Quốc về số lượt khách thông qua. Đây là trung tâm hoạt động của các hãng hàng không Chongqing Airlines, Sichuan Airlines và sau này là China West Air khi hãng này bắt đầu hoạt động và Shenzhen Airlines khi hãng này mở cơ sở ở sân bay Giang Bắc. Đây cũng là một sân bay trung tâm của hãng Air China. Các giai đoạn thứ nhất và thứ nhì của sân bay đã đưa vào vận hàng lần lượt vào các năm 1990 và 2004. Hiện sân bay có hai nhà ga quốc nội và quốc tế riêng. Nhà ga quốc nội có khả năng 7 triệu lượt khách mỗi năm còn nhà ga quốc tế có khả năng phục vụ hơn 1 triệu lượt khách mỗi năm. Hiện đang có kế hoạch xây nhà ga thứ 3. Đường băng thứ nhì và thứ 3 cũng đã được quy hoạch.

## Hãng hàng không và tuyến bay

### Hành khách
| Hãng hàng không          | Các điểm đến | Nhà ga/ Hành lang |
| ------------------------ | --- | ----------------- |
| Air Asia                 | Kuala Lumpur–International | 1                 |
| Air China                | Aksu, Bắc Kinh-Thủ đô, Trường Xuân, Changsha, Đại Lý, Fuzhou, Guangzhou, Hải Khẩu, Hangzhou, Cáp Nhĩ Tân, Cửu Trại Câu, Lhasa, Lijiang, Nam Kinh, Ninh Ba, Sanya, Thượng Hải-Hồng Kiều, Thượng Hải-Phố Đông, Shenyang, Thâm Quyến, Thiên Tân, Wenzhou, Vũ Hán, Hạ Môn, Yangzhou, Yinchuan, Zhuhai | 2B                |
| Air China                | Dubai–International, Hong Kong, Seoul–Incheon, Đài Bắc-Đào Viên | 1                 |
| Air Leisure              | Thuê chuyến: Aswan, Cairo | 1                 |
| Air Macau                | Macau | 1                 |
| Asiana Airlines          | Seoul–Incheon | 1                 |
| Beijing Capital Airlines | Guangzhou, Hải Khẩu, Lijiang, Sanya, Tây An | 2B                |
| Chengdu Airlines         | Beihai | 2A                |
| China Eastern Airlines   | Baise, Bắc Kinh-Thủ đô, Changzhou, Đại Liên, Cáp Nhĩ Tân, Hợp Phì, Jinan, Côn Minh, Nam Kinh, Ninh Ba, Thanh Đảo, Thượng Hải-Hồng Kiều, Thượng Hải-Phố Đông, Taiyuan, Wuxi, Vũ Hán, Tây An, Yinchuan, Zhanjiang, Zhaotong | 2A                |
| China Express Airlines   | Anshun, Baise, Baotou, Beihai, Bijie, Changzhi, Đại Liên, Dunhuang, Fuyang, Guilin, Guiyang, Guyuan, Hải Khẩu, Hangzhou, Hechi, Hohhot, Jiayuguan, Jining, Lanzhou, Libo, Linyi, Liping, Liupanshui, Liuzhou, Lüliang, Manzhouli, Nam Kinh, Nam Ninh, Ordos, Qianjiang, Rizhao, Sanya, Taiyuan, Taizhou, Thiên Tân, Tianshui, Tongliao, Ulanhot, Wanzhou, Weifang, Weihai, Wuzhou, Hạ Môn, Tây An, Xiangyang, Xingyi, Xining, Xinzhou, Yantai, Yinchuan, Yiwu, Yulin, Yuncheng, Zhanjiang, Zhengzhou, Zhuhai | 2A                |
| China Southern Airlines  | Beihai, Bắc Kinh-Thủ đô, Trường Xuân, Changsha, Đại Liên, Guangzhou, Guilin, Guiyang, Hải Khẩu, Côn Minh, Lhasa, Lijiang, Nam Ninh, Sanya, Jieyang, Shenyang, Thâm Quyến, Thiên Tân, Urumqi, Vũ Hán, Tây Song Bản Nạp, Yinchuan, Zhengzhou | 2A                |
| Chongqing Airlines       | Bắc Kinh-Thủ đô, Dali, Changsha, Diqing, Guangzhou, Hangzhou, Cáp Nhĩ Tân, Jieyang, Jiuzhaigou, Côn Minh, Lhasa, Lệ Giang, Mianyang, Nam Kinh, Ninh Ba, Thanh Đảo, Sanya, Thượng Hải-Phố Đông, Thâm Quyến, Tengchong, Wenzhou, Vũ Hán, Xining, Tây Song Bản Nạp, Zhengzhou | 2A                |
| Chongqing Airlines       | Bangkok–Suvarnabhumi, Phuket | 1                 |
| Donghai Airlines         | Hải Khẩu, Nam Ninh | 2A                |
| Dragonair                | Hong Kong | 1                 |
| Finnair                  | Helsinki | 1                 |
| Fuzhou Airlines          | Fuzhou | 2B                |
| Hainan Airlines          | Bắc Kinh-Thủ đô, Changsha, Guangzhou, Hải Khẩu, Hangzhou, Lanzhou, Ninh Ba, Sanya, Thượng Hải-Phố Đông, Thâm Quyến, Taiyuan, Urumqi, Wenzhou, Tây An, Yan'an | 2B                |
| Hainan Airlines          | Rome–Fiumicino | 1                 |
| Hebei Airlines           | Nam Ninh, Thạch Gia Trang | 2A                |
| Hong Kong Airlines       | Hong Kong | 1                 |
| Juneyao Airlines         | Thượng Hải-Hồng Kiều, Thượng Hải-Phố Đông | 2B                |
| Kunming Airlines         | Huizhou, Côn Minh, Nantong, Taizhou, Yangzhou | 2B                |
| Loong Air                | Hangzhou, Qianjiang | 2A                |
| Lucky Air                | Lijiang, Côn Minh, Xuzhou | 2B                |
| NokScoot                 | Bangkok–Don Mueang (từ 9/6/2016) | 1                 |
| Okay Airways             | Changsha, Thiên Tân | 2B                |
| Okay Airways             | Jeju | 1                 |
| Qatar Airways            | Doha | 1                 |
| Ruili Airlines           | Côn Minh | 2A                |
| Shandong Airlines        | Bắc Kinh-Thủ đô, Trường Xuân, Đại Liên, Fuzhou, Guilin, Cáp Nhĩ Tân, Jinan, Côn Minh, Thanh Đảo, Thượng Hải-Phố Đông, Shenyang, Thạch Gia Trang, Hạ Môn, Yancheng, Yantai, Zhengzhou, Zhuhai | 2B                |
| Shandong Airlines        | Chiang Mai, Phnom Penh, Siem Reap | 1                 |
| Shanghai Airlines        | Bắc Kinh-Thủ đô, Huangshan, Thượng Hải-Hồng Kiều | 2A                |
| Shenzhen Airlines        | Trường Xuân, Đại Liên, Nanchang, Nam Kinh, Nam Ninh, Shenyang, Thâm Quyến, Wuxi, Zhengzhou | 2B                |
| Sichuan Airlines         | Bắc Kinh-Thủ đô, Trường Xuân, Changsha, Changzhou, Đại Liên, Daocheng, Guangzhou, Hải Khẩu, Hangzhou, Cáp Nhĩ Tân, Hợp Phì, Hongyuan, Jieyang, Jinan, Jiuzhaigou, Kangding, Côn Minh, Lanzhou, Lhasa, Lijiang, Nanchang, Nam Kinh, Nam Ninh, Ninh Ba, Panzhihua, Thanh Đảo, Quanzhou, Sanya, Thượng Hải-Hồng Kiều, Thượng Hải-Phố Đông, Shennongjia, Shenyang, Thâm Quyến, Taiyuan, Thiên Tân, Urumqi, Wenzhou, Vũ Hán, Wuxi, Hạ Môn, Tây An, Xining, Yanji, Yichang, Yinchuan, Zhangjiajie, Zhengzhou       | 2A                |
| Sichuan Airlines         | Jeju, Phuket, Sydney, Taipei–Songshan | 1                 |
| SilkAir                  | Singapore | 1                 |
| Spring Airlines          | Luoyang, Thượng Hải-Hồng Kiều, Thượng Hải-Phố Đông, Shenyang, Thâm Quyến, Thạch Gia Trang | 2B                |
| Spring Airlines          | Osaka–Kansai | 1                 |
| Thai AirAsia             | Bangkok–Don Mueang | 1                 |
| Thai Airways             | Bangkok–Suvarnabhumi | 1                 |
| Thai Lion Air            | Bangkok–Don Mueang Thuê chuyến theo mùa: Surat Thani | 1                 |
| Tianjin Airlines         | Guiyang, Hải Khẩu, Hohhot, Sanya, Thiên Tân, Urumqi, Tây An, Yulin | 2B                |
| Tianjin Airlines         | London–Gatwick (từ 25/6/2016), Phuket | 1                 |
| Tibet Airlines           | Lhasa, Nyingchi, Qamdo, Thượng Hải-Hồng Kiều, Thiên Tân | 2B                |
| TransAsia Airways        | Taipei–Songshan | 1                 |
| Vietnam Airlines         | Thuê chuyến theo mùa: Nha Trang | 1                 |
| West Air                 | Changsha, Fuzhou, Guangzhou, Guilin, Hải Khẩu, Hợp Phì, Cáp Nhĩ Tân, Hohhot, Jieyang, Jinan, Jiuzhaigou, Korla, Côn Minh, Lanzhou, Lhasa, Lijiang, Nanchang, Nam Kinh, Ninh Ba, Thanh Đảo, Qionghai, Quanzhou, Sanya, Shenyang, Thâm Quyến, Thạch Gia Trang, Taiyuan, Thiên Tân, Urumqi, Vũ Hán, Hạ Môn, Tây An, Tây Song Bản Nạp, Zhengzhou, Zhuhai | 2B                |
| West Air                 | Singapore | 1                 |
| Xiamen Airlines          | Changsha, Fuzhou, Ganzhou, Guilin, Hangzhou, Cáp Nhĩ Tân, Lhasa, Nanchang, Quanzhou, Thâm Quyến, Thiên Tân, Vũ Hán, Hạ Môn, Tây An, Xichang, Xining | 2A                |

### Hàng hóa
| Hãng hàng không                      | Các điểm đến                                                                      |
| ------------------------------------ | --------------------------------------------------------------------------------- |
| AirBridgeCargo Airlines              | Moscow-Sheremetyevo, Zhengzhou                                                    |
| Air China Cargo                      | Amsterdam, Frankfurt, Thượng Hải-Phố Đông Charter: Chicago-O'Hare                 |
| Cathay Pacific                       | Hong Kong, Thượng Hải-Phố Đông                                                    |
| China Airlines                       | Đài Bắc-Đào Viên                                                                  |
| China Southern                       | Amsterdam, Thượng Hải-Phố Đông                                                    |
| China Eastern                        | Dhaka, Thượng Hải-Phố Đông                                                        |
| Etihad Cargo                         | Abu Dhabi                                                                         |
| EVA Air                              | Hong Kong, Thượng Hải-Phố Đông, Đài Bắc-Đào Viên                                  |
| Lufthansa Cargo                      | Delhi, Frankfurt, Guangzhou, Krasnoyarsk-Yemelyanovo                              |
| Qantas Freight operated by Atlas Air | Chicago-O'Hare, New York-JFK, Sydney                                              |
| Shenzhen Donghai Airlines            | Hong Kong                                                                         |
| Singapore Airlines Cargo             | Bangalore, Dhaka, Kolkata, Thượng Hải-Phố Đông, Singapore                         |
| TNT Airways                          | Liège, Thượng Hải-Phố Đông                                                        |
| Yangtze River Express                | Guangzhou, Luxembourg, Moscow-Sheremetyevo, Thượng Hải-Phố Đông, Đài Bắc-Đào Viên |